# Église Saint-Thomas de Leipzig
Pour les articles homonymes, voir Église Saint-Thomas.
L'église Saint-Thomas (en allemand : Thomaskirche) est une église de Leipzig. Citée pour la première fois en 1212 dans la charte de fondation du couvent des chanoines des Augustins, l'église Saint-Thomas ne reçut sa forme actuelle d'église à trois nefs qu'à la fin du XVe siècle.
Elle héberge un chœur de garçons de renommée mondiale, le Thomanerchor. Elle a été aussi une des églises dont Jean-Sébastien Bach a été le cantor, entre 1723 et 1750, date de sa mort. A ce titre, elle a été le théâtre de la création de nombreuses cantates et des passions de ce compositeur.

## Histoire

### Monastère roman initial
Au début du XIIe, le margrave de Meissen, Otton le Riche, accorde au château et au bourg de Libzi les privilèges d'une ville. C'est de cette époque que datent les soubassements d'une église qui ont été mis au jour lors des fouilles au niveau du chœur et de la croisée du transept de l'église Saint-Thomas. Cette première église dont on ne sait rien de plus précis fut le premier bâtiment du monastère des chanoines Augustins créé en 1212 par le margrave Dietrich. L'église est achevée en 1222, un an après le décès du margrave.
En 1217, le poète Heinrich von Morungen entre au monastère, et on pense qu'il a rapporté une relique de saint Thomas d'un voyage en Inde, donnant son nom à l'église.

### Transformation gothique
Vers la fin du XIIIe siècle, un clocher est construit à l'extrémité sud de l'église. Les premières modifications du style roman au style gothique sont opérées dès 1355 : le chœur est agrandi et doté d'une voûte ogivale gothique. En 1409, la charte fondant l'université de Leipzig est signée dans le réfectoire du monastère Saint-Thomas, et pendant longtemps les professeurs de l'université étaient des moines du monastère.

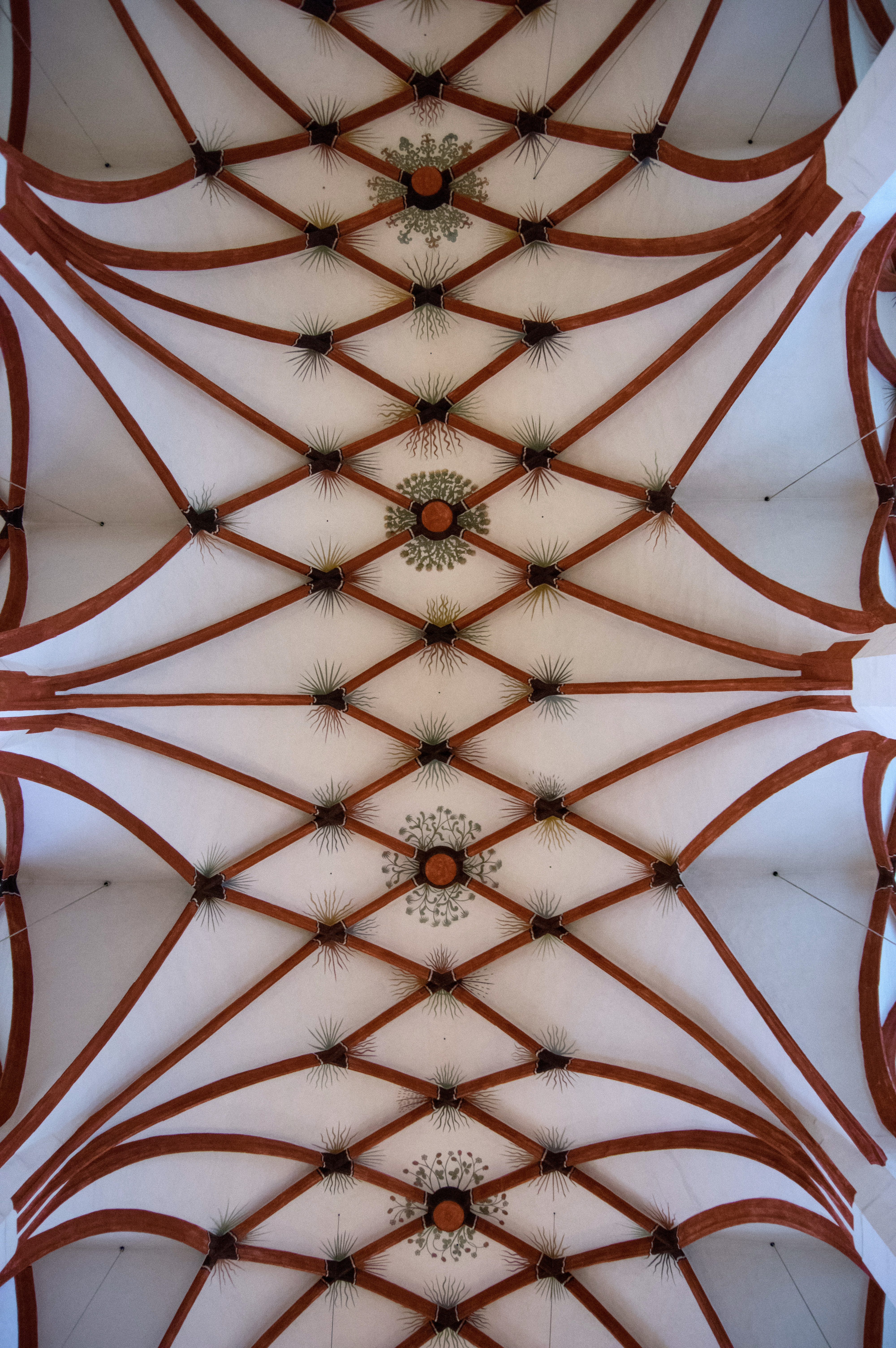
Voûte gothique conçue en 1482 par Conrad Pflüger.

À la suite de la découverte à la fin du XVe siècle de gisements d'argent dans les monts Métallifères au sud de Leipzig, la ville connaît un essor économique important qui entraîne la rénovation et l'agrandissement des églises de la ville sur une période d'environ 40 ans. Ainsi en 1482, la nef romane de l'église Saint-Thomas est démolie puis remplacée dans un style gothique tardif, celui de l'église-halle. Sa voûte gothique complexe a été spécialement conçue pour les églises de Saxe, par Conrad Pflüger (de), un élève de l'architecte Arnold von Westfalen (de). Le choeur allongé de la tradition augustinienne est en revanche conservé, légèrement désaxé par rapport à la nef. Elle est consacrée en avril 1496 par le prince-évêque de Mersebourg.

### Réforme
En 1519, la réforme protestante fait débat en Saxe et Georges de Saxe invite Martin Luther et Johann Eck au Pleissembourg de Leipzig pour un débat académique. Le service inaugural a lieu à Saint-Thomas. Mais le duc Georges n'est pas convaincu par Luther et Saint-Thomas reste catholique romain jusqu'en 1539, date de la mort de Georges.
Elle est alors convertie en lieu de culte protestant luthérien et Luther y prêche à l'occasion de la Pentecôte 1539. Les bâtiments conventuels furent détruits en 1541 lors de la disparition de la communauté monastique.
Des galeries renaissance sont ajoutées sur les flancs nord et sud de l'église lors de travaux en 1570/1571, séparées de la nef par des demi-colonnes corinthiennes. Ces travaux sont conduits par Hieronymus Lotter, architecte et maire de Leipzig, qui a construit également l'ancien hôtel de ville de Leipzig.

### Époque baroque

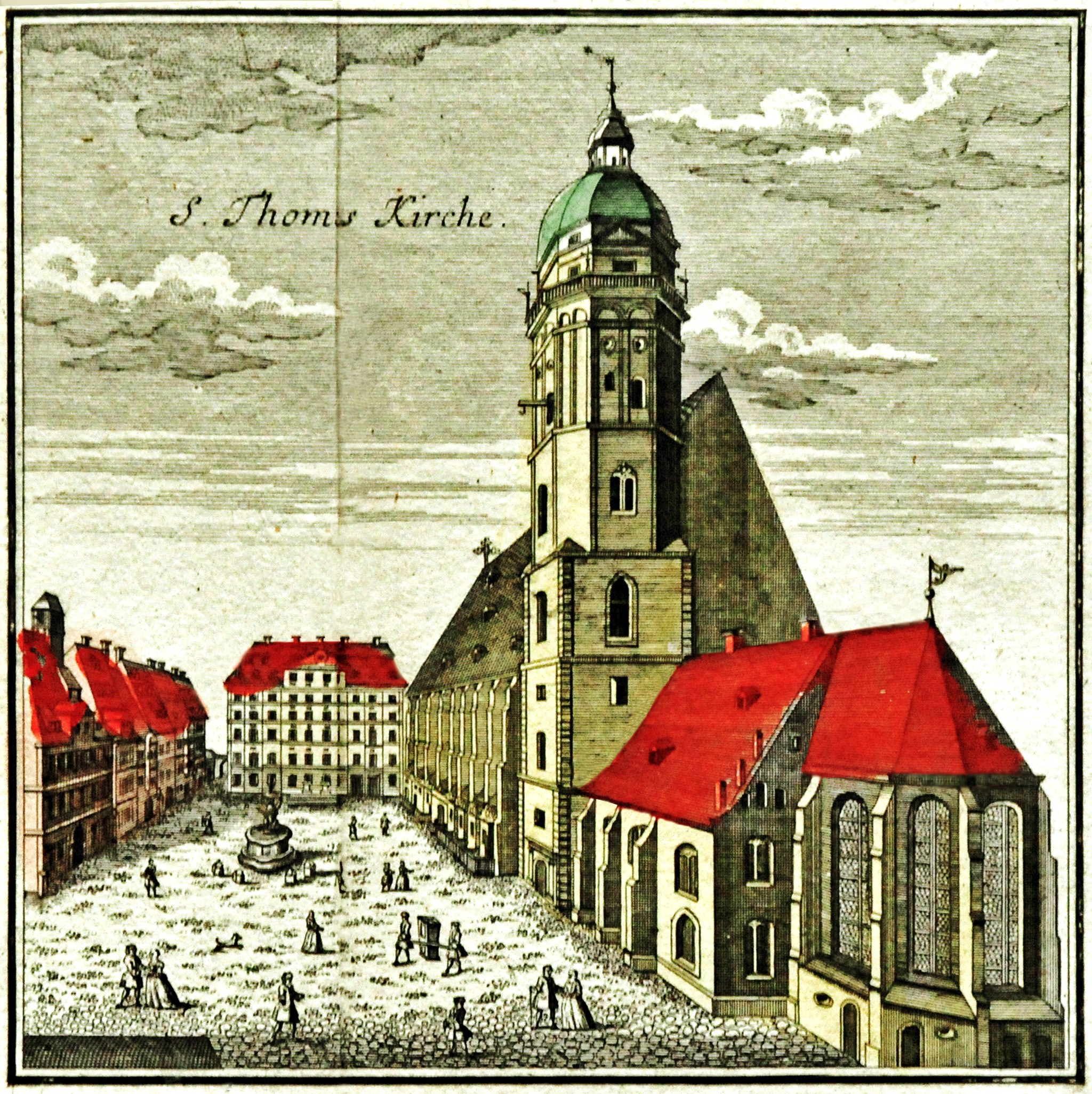
Église Saint-Thomas en 1749. Le bâtiment au fond est l'école Saint-Thomas.

L'église est rénovée en 1720-1721, juste avant la venue de Jean-Sébastien Bach à Leipzig. Un autel baroque prend place dans le chœur, qui reçoit également des décorations en stuc. Dans la nef, une chaire baroque est construite, dont on sait peu de chose (la chaire actuelle date des rénovations du XIXe siècle).
Plusieurs chapelles et une avancée flanquée de deux cages d'escaliers masquant entièrement la partie nord de la nef sont construites au XVIIe siècle puis enlevées au XIXe siècle.
Le décor intérieur quant à lui a été continuellement modifié pour s'adapter au nouveau culte luthérien et aux goûts du moment influencés par la prospérité économique de la ville.

### Guerres napoléoniennes
En 1807-1808, la Saxe est occupée par les troupes napoléoniennes, au sein de la Confédération du Rhin, et l'église Saint-Thomas est alors utilisée comme dépôt de matériel militaire par les Français. Son intérieur est alors sévèrement dégradé. Lors de la bataille de Leipzig, en 1813, l'église sert d'hôpital militaire, pouvant accueillant jusqu'à 1500 blessés. Ce n'est qu'en 1815 que l'église peut retrouver sa vocation religieuse.

### Rénovation des années 1880

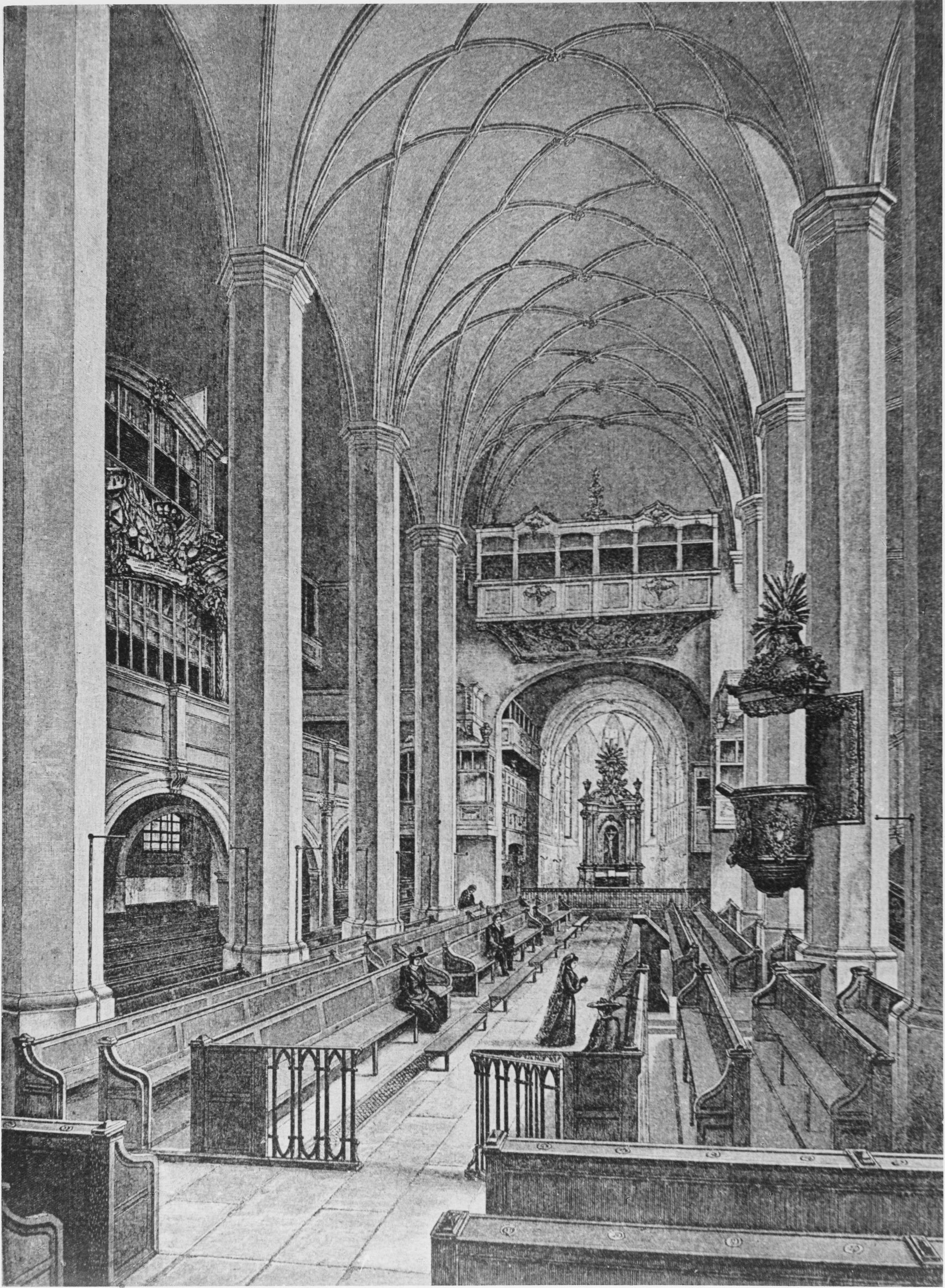
Intérieur de l'église, état 1815-1884 avant la rénovation en 1885. D'après l'aquarelle d'Hubert Kratz, Leipzig 1881.

Les modifications les plus importantes sont issues de la rénovation des années 1884 à 1889. À cette occasion la presque totalité des éléments baroques, et en particulier ceux du temps de Jean-Sébastien Bach, furent enlevés. Depuis lors l'intérieur de l'église est dans un style néogothique. L'architecte de cette rénovation est Constantin Lipsius (en), qui dessine aussi un autel néogothique (replacé en 2016 dans le chœur) et le mobilier liturgique.
C'est encore de cette époque que datent la chaire et le portail principal sur le côté ouest, ainsi que l'autel néogothique, remis en place depuis 2016.

### XXe siècle

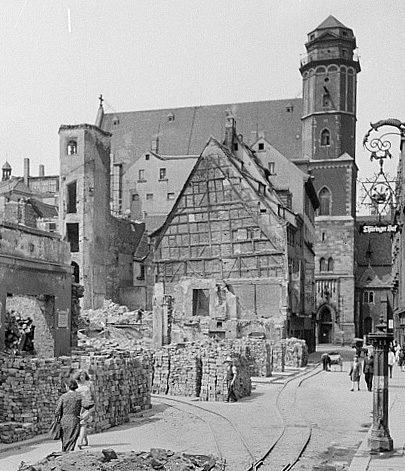
Saint-Thomas en 1949, après les bombardements.

L'église survit aux bombardements de Leipzig, en Décembre 1943, seule la tour est touchée, dont le toit s'effondre.
La rénovation de 1961 à 1964 a été faite de façon à mettre les caractéristiques de l'église-halle en valeur.
La réunification des deux Allemagne en 1990 permet d'entreprendre la nécessaire restauration en profondeur de l'église Saint-Thomas. Elle a pu être achevée presque entièrement pour les 250 ans de la mort de Bach le 28 juillet 2000. L'installation d'un nouvel orgue appelé "l'orgue de Bach" fait partie intégrante de ce projet.

#### Tombe de Bach

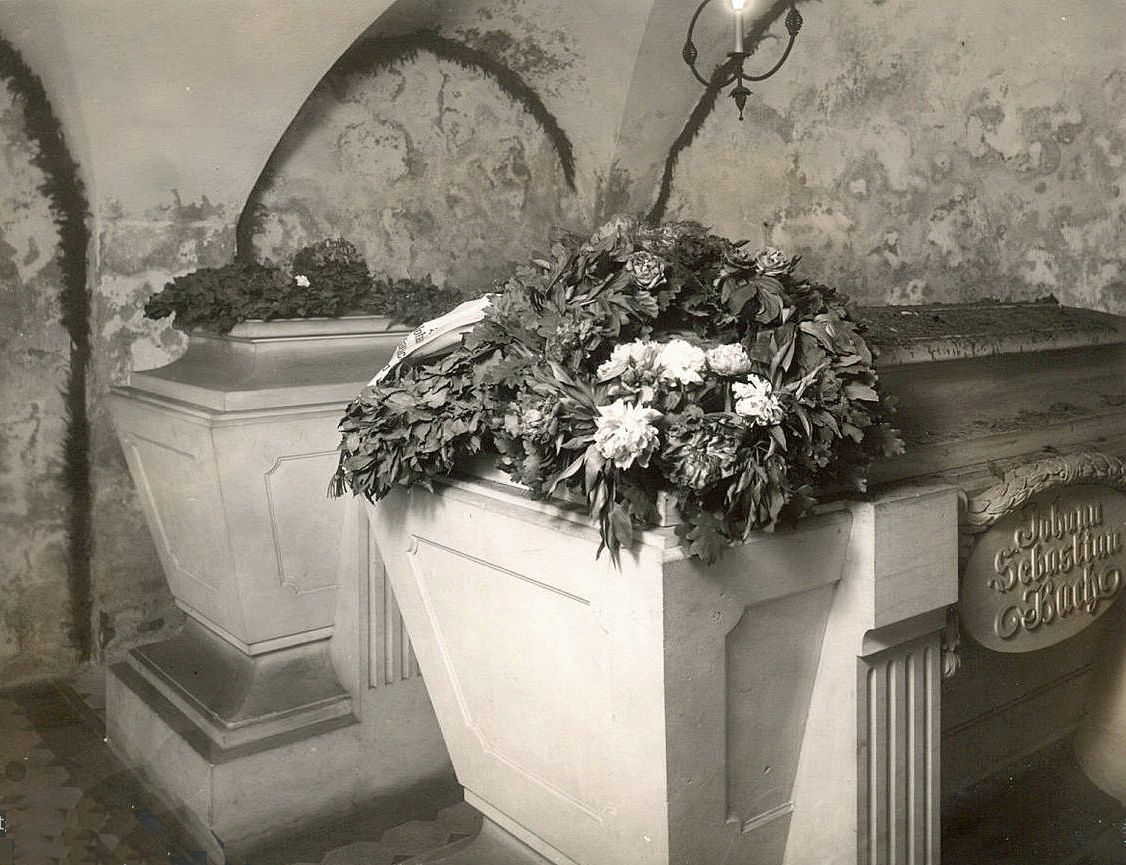
Sarcophage contenant les restes de Bach dans la crypte de la Johanniskirche, en 1930.

Les restes de Jean-Sébastien Bach sont enterrés dans le chœur de l'église seulement depuis 1950. A sa mort, le 28 juillet 1750, Bach a été inhumé dans le cimetière de l’hôpital de la Johanniskirche de Leipzig (de), et l'emplacement de sa tombe est peu à peu oubliée. La renommée de Bach augmentant au 19e siècle, le public a commencé à s'intéresser à ses restes et à leur localisation. En 1894, le professeur d’anatomie Wilhelm His est chargé d’identifier les restes du compositeur parmi les ossements exhumés du cimetière où Bach avait été enterré. Il conclut que « l’hypothèse que les os d’un homme âgé, qui avaient été trouvés dans un cercueil en chêne près de la Johanniskirche, étaient les restes de Johann Sebastian Bach » (traduit de l’allemand) était très probable. Le 16 juillet 1900, les os sont placés dans un sarcophage en pierre sous la Johanniskirche.
À la suite du bombardement de la Johanniskirche le 4 décembre 1943, les restes sont transférés à la Thomaskirche. La nouvelle tombe avec un couvercle en bronze est inaugurée le 28 juillet 1950, précisément 200 ans après la mort du compositeur, qui est maintenant enterré dans le chœur de la Thomaskirche.

## Le monument

### Structure

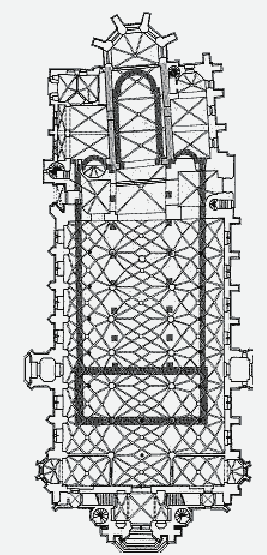
Plan de l'église Saint-Thomas ; en gras, les limites de la première basilique construite au XIIe siècle.

La longueur totale de l'église est de 76 m, celle de la nef de 50 m, sa largeur de 25 m et sa hauteur intérieure de 18 m. Le toit a une pente inhabituelle de 63° et son intérieur s'étage en 7 niveaux représentant une hauteur de 45 m. Enfin, la tour mesure 68 m.

### Intérieur

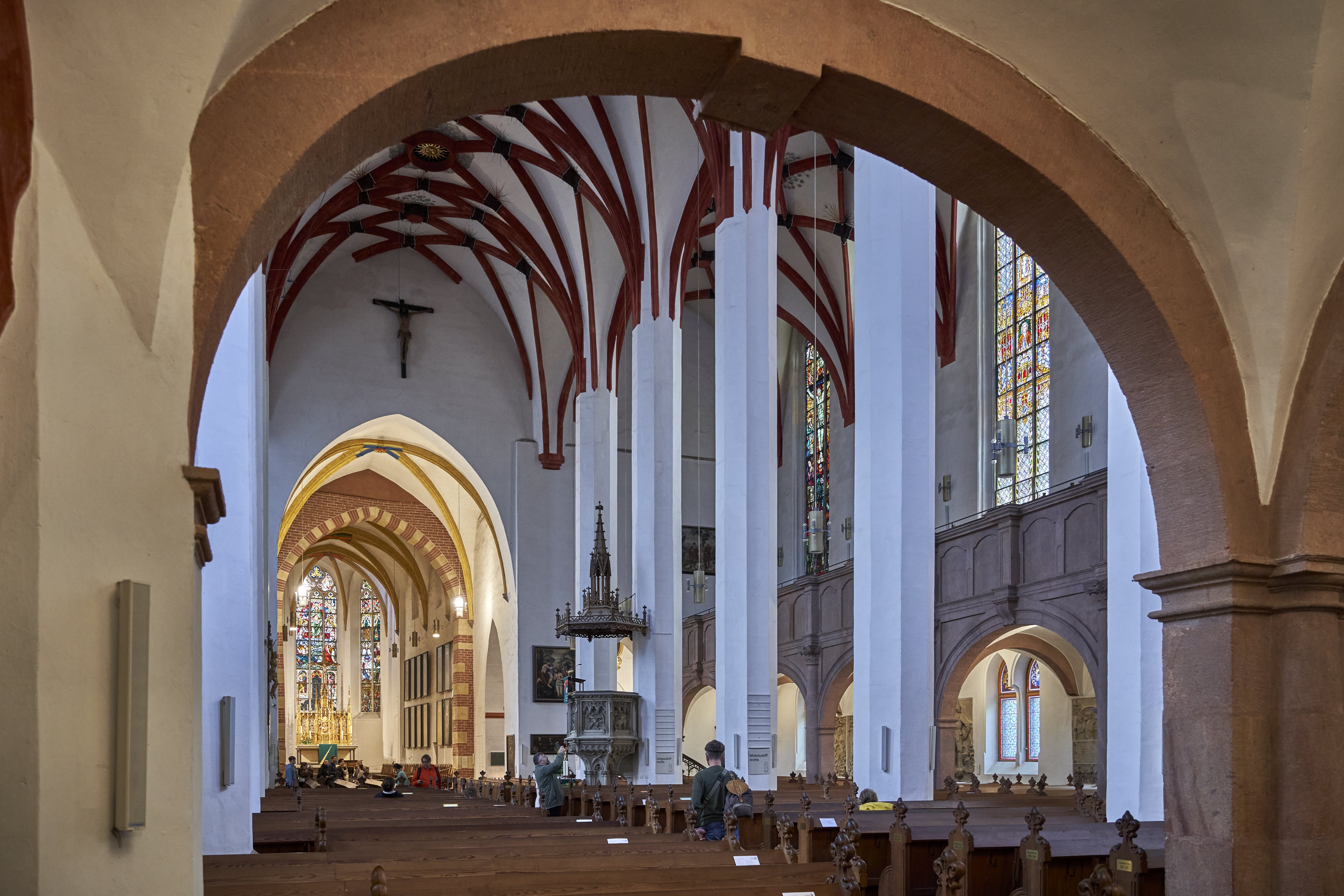
L'intérieur de l'église Saint-Thomas. On distingue la voûte d'arêtes, représentative de l'art gothique, ainsi que le crucifix, vestige de l'époque de Bach.

## Œuvres d'art

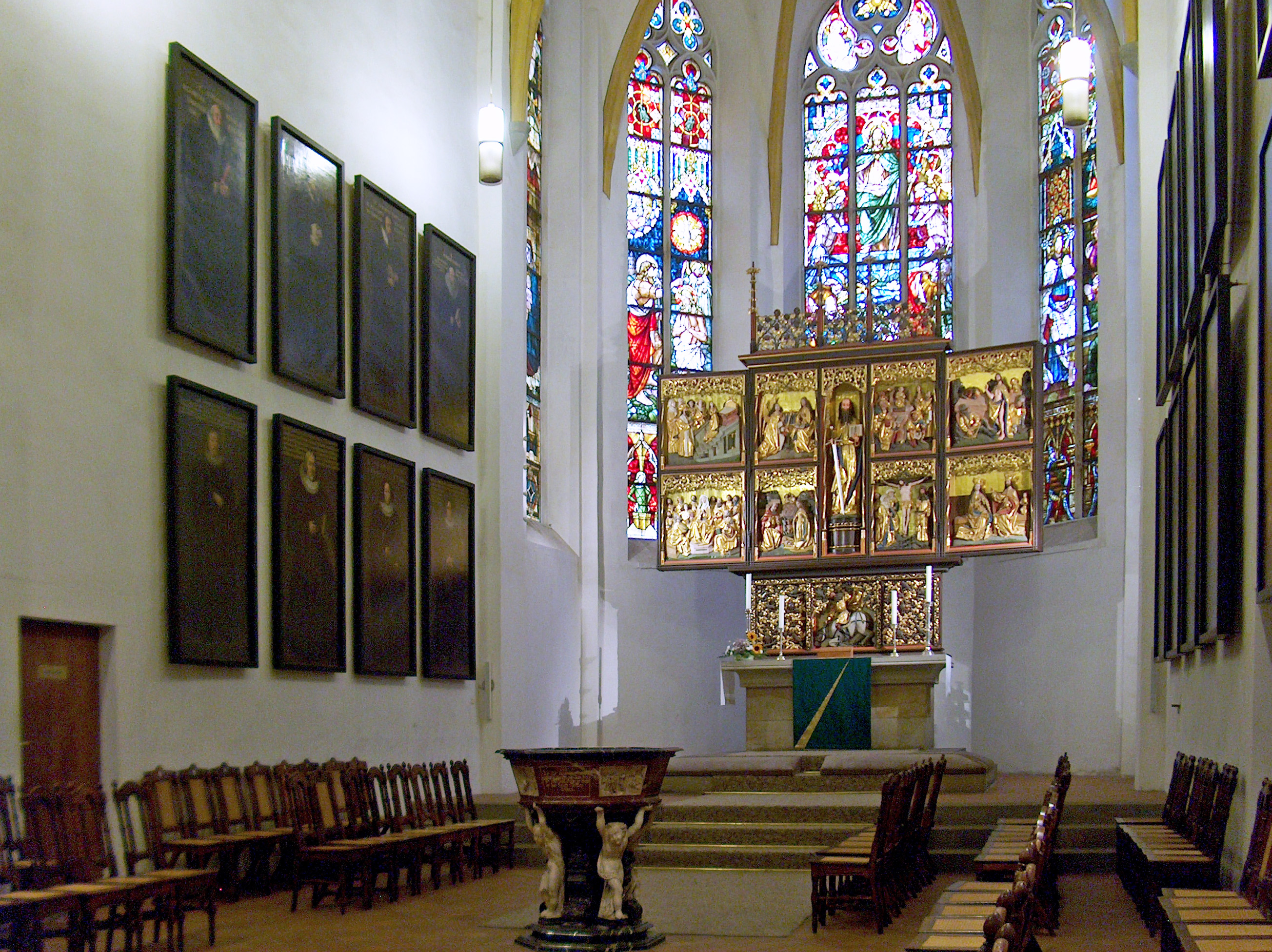
Chœur de l'église Saint-Thomas. Au centre, le retable de l'église Saint-Paul, et au-dessus, les vitraux à la gloire de Jésus. On distingue également le font baptismal, ainsi que de part et d'autre, sur les murs, les portraits des surintendants.

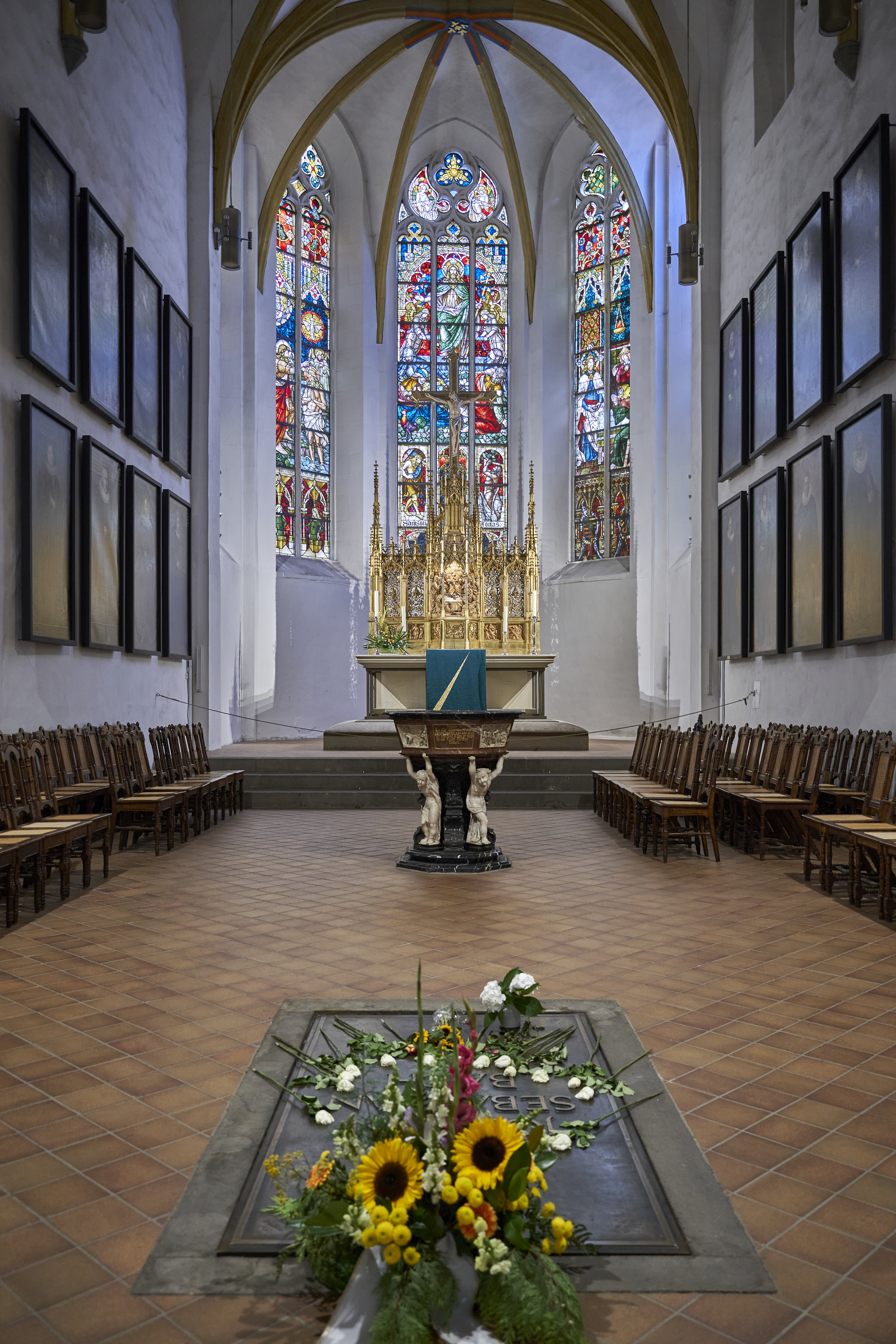
Autel néogothique de Lipsius, font baptismal et épitaphe de Bach, en 2023.

Tout comme les autres éléments de l'église Saint-Thomas, les œuvres d'art présentes à l'intérieur du bâtiment ont été ajoutées, modifiées, rénovées au fil des siècles.

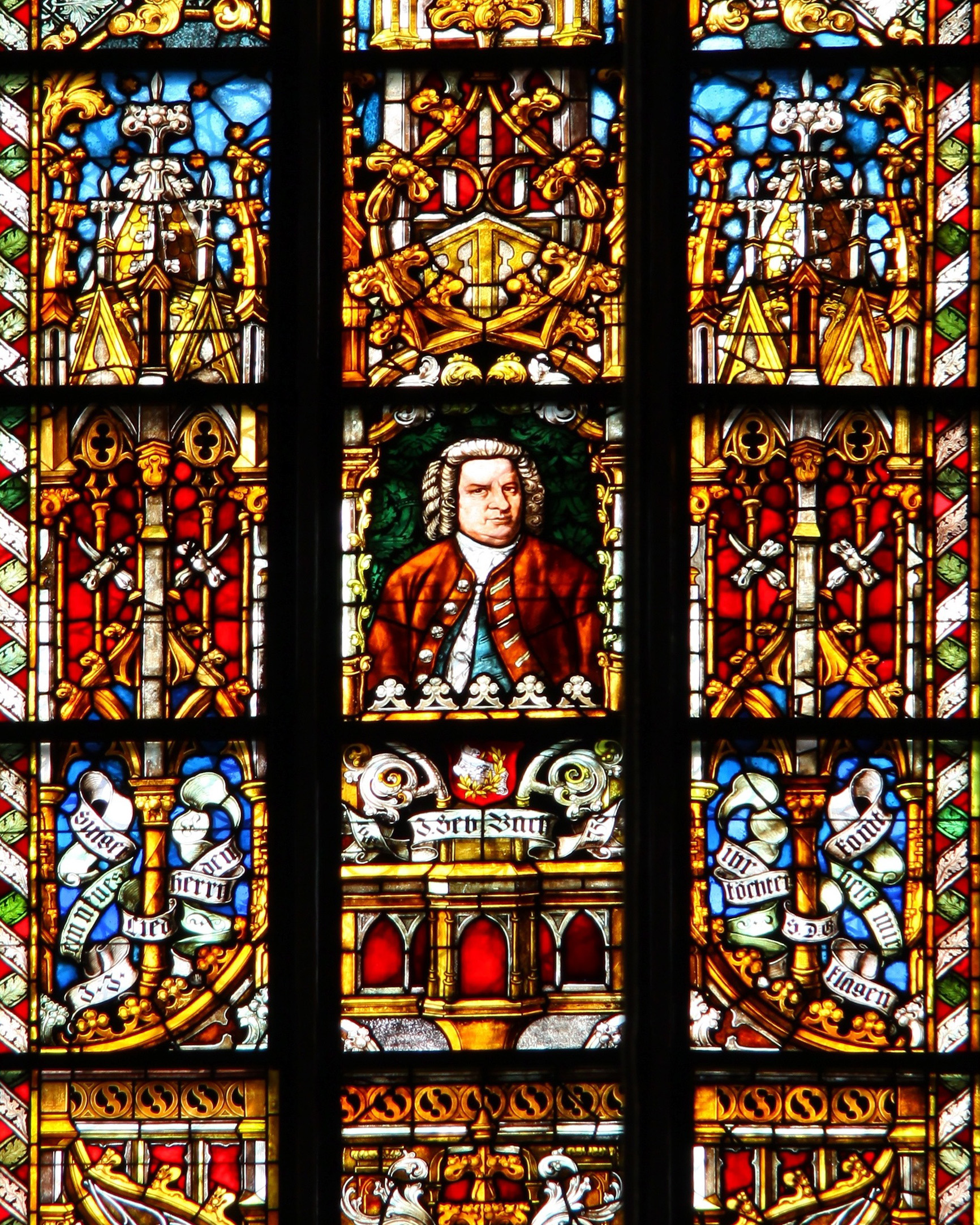
Vue du vitrail de Jean-Sébastien Bach, œuvre de Carl de Bouché.

Les fonts baptismaux en albâtre ont été créés par Franz Döeteber entre 1614 et 1615. Des scènes bibliques en décorent le pourtour.
Un retable situé dans le chœur, œuvre d'un artiste inconnu du XVe siècle, se trouvait à l'origine dans l'église Saint-Paul qui fut détruite à l'explosif en 1968 et déplacé à Saint-Thomas à cette occasion. Il a été replacé en 2014 dans le Paulinum de l'université de Leipzig, à l'emplacement de l'ancienne église Saint-Paul. Il est aujourd'hui remplacé par un autel néo-gothique de Constantin Lipsius de 1888.
Des tableaux des surintendants des paroisses de Leipzig tapissent les murs entourant le chœur. Les plus anciens d'entre eux datent de 1614.
Sous l'épitaphe en bronze repose depuis 1950 la dépouille de Jean-Sébastien Bach. Celle-ci fut retrouvée en 1894 dans le cimetière paroissial de l'église Saint-Jean mais ne reposa pas à l'intérieur même de l'église avant 1900. La destruction de la quasi-totalité du bâtiment pendant la Seconde Guerre mondiale entraîna le transfert de la dépouille à l'église Saint-Thomas. L'église Saint-Thomas fut d'ailleurs elle-même touchée au niveau de la tour par le bombardement allié du 4 décembre 1943 à Leipzig. L'église renferme de nombreuses autres épitaphes, la plus ancienne étant celle du chevalier Harras, mort en 1451, qui se trouve sous la galerie sud à gauche de l'entrée latérale. Celle dédiée en 1612 au conseiller Daniel Leicher est située dans la croisée du transept nord.
À l'origine l'église Saint-Thomas ne disposait que de vitraux à motifs simples. Ce n'est qu'en 1889 que les vitraux du chœur et de la face sud sont installés. Ceux du chœur représentent l'histoire du Christ, depuis sa naissance jusqu'à sa résurrection. Sur les fenêtres du côté sud, restaurées après la Première Guerre mondiale, on peut voir — d'est en ouest — le vitrail commémorant les morts de la Grande Guerre ainsi que des vitraux représentant Gustave II Adolphe de Suède, Jean-Sébastien Bach, Martin Luther entouré du Prince-Électeur Frédéric III le Sage et de Philippe Melanchthon, l'empereur Guillaume Ier L'unique vitrail à avoir été détruit pendant la guerre est remplacé en mai 2000 par le « vitrail de Saint-Thomas » (Thomasfenster).

## Orgues et instruments

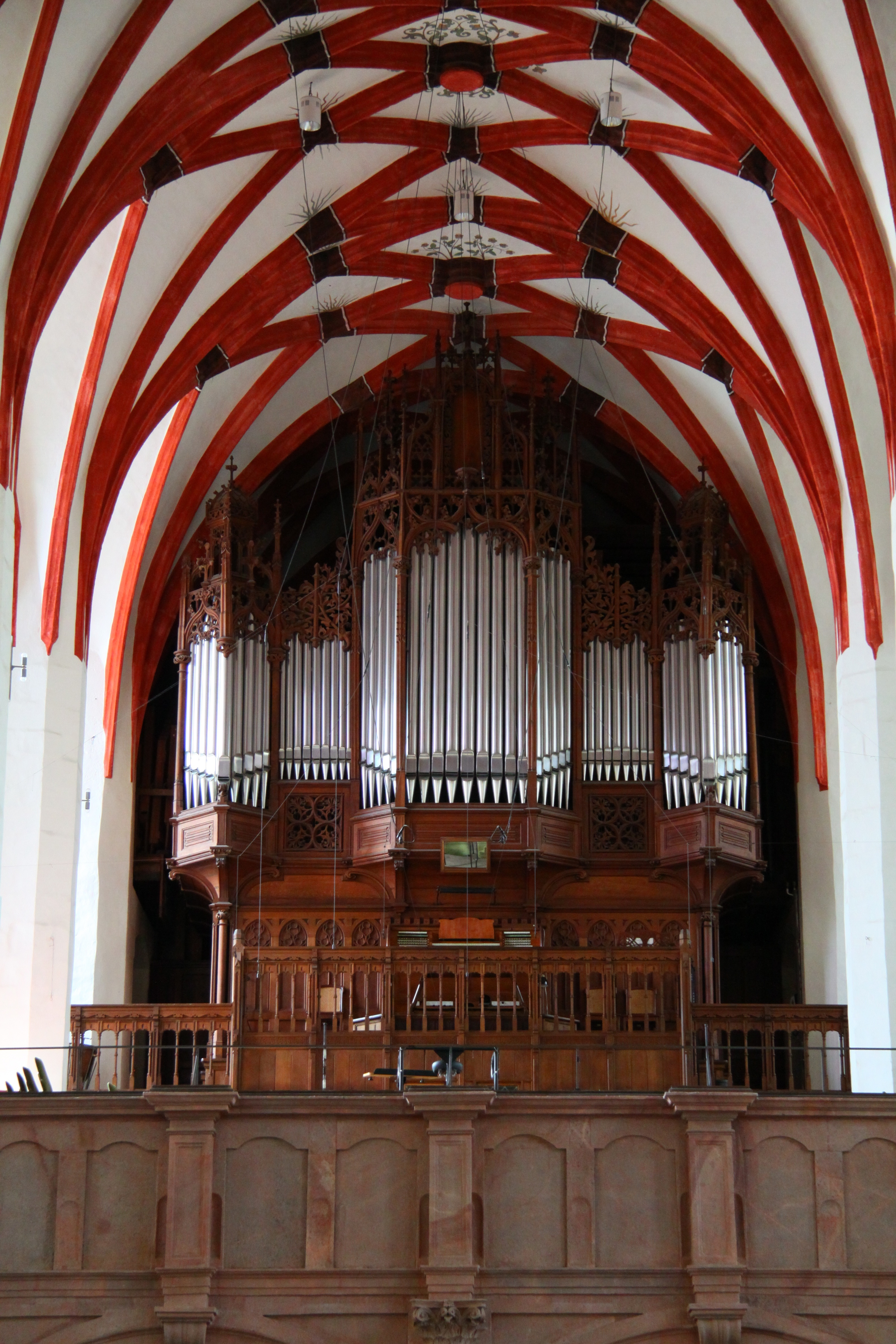
L'orgue de Wilhelm Sauer (Sauer-Orgel) sur la tribune ouest de l'église Saint-Thomas.

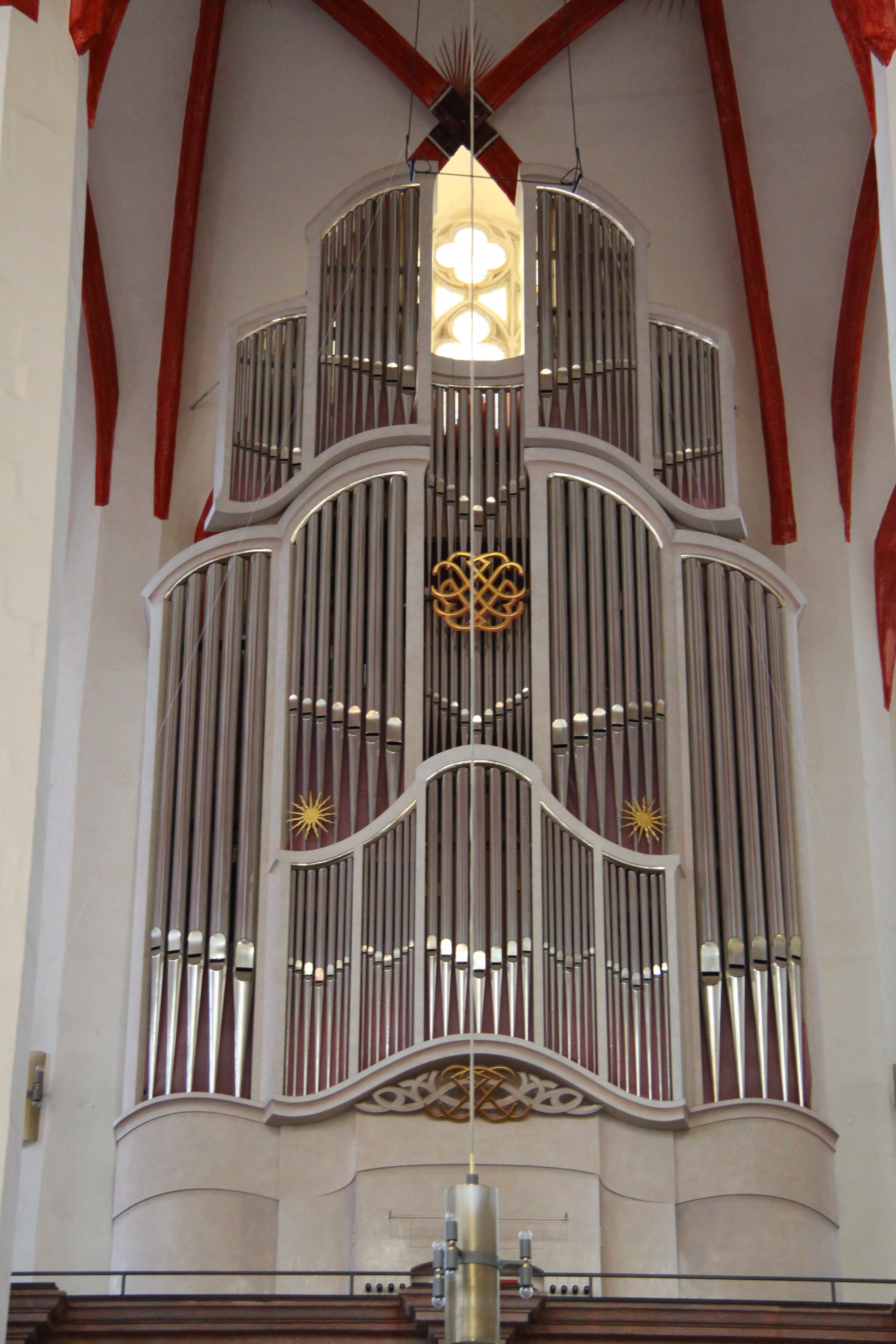
L'orgue "Bach" ou Woehl-Orgel, hommage au compositeur pour les 250 ans de sa mort.

Les orgues de l'époque de Bach n'existent plus. L'orgue qui se trouve sur la tribune des choristes à l'ouest fut construit en 1889, pendant la grande rénovation, par l'organier Wilhelm Sauer. Il est particulièrement adapté à la musique romantique.Il était à l'origine composé de 63 jeux sonnants et en possède maintenant 88. En 1967, un deuxième orgue, construit par Alexander Schuke, fut installé dans la partie nord-est du bâtiment, puis transféré en 1999 dans la cathédrale Sainte-Marie de Fürstenwalde. Pendant l'an 2000, l'« année Bach », a été créé le nouvel orgue "Bach", sur la galerie nord, en face de la fenêtre de Bach (Bachfenster). Il sert à l'interprétation des œuvres pour orgue de Bach et a été construit par l'atelier Gerald Woehl, facteur d'orgue à Marbourg. La tonalité de cet ouvrage avec ses 61 registres, 4 claviers manuels et pédales, s'apparente à celle de la construction d'orgue de l'Allemagne centrale du XVIIIe siècle. La forme du buffet s'inspire de l'orgue qui se trouvait dans l'église de l'université de Leipzig (église Saint-Paul), détruite depuis, et sur lequel Bach avait l'habitude de jouer ; sa façade est décorée de son monogramme.
Dans la sacristie du sud de l'église Saint-Thomas sont exposés des instruments de musique qui datent de l'époque où Bach était cantor : deux violons, un alto, un violoncelle et deux timbales.

## Le chœur de Saint-Thomas (Thomanerchor)

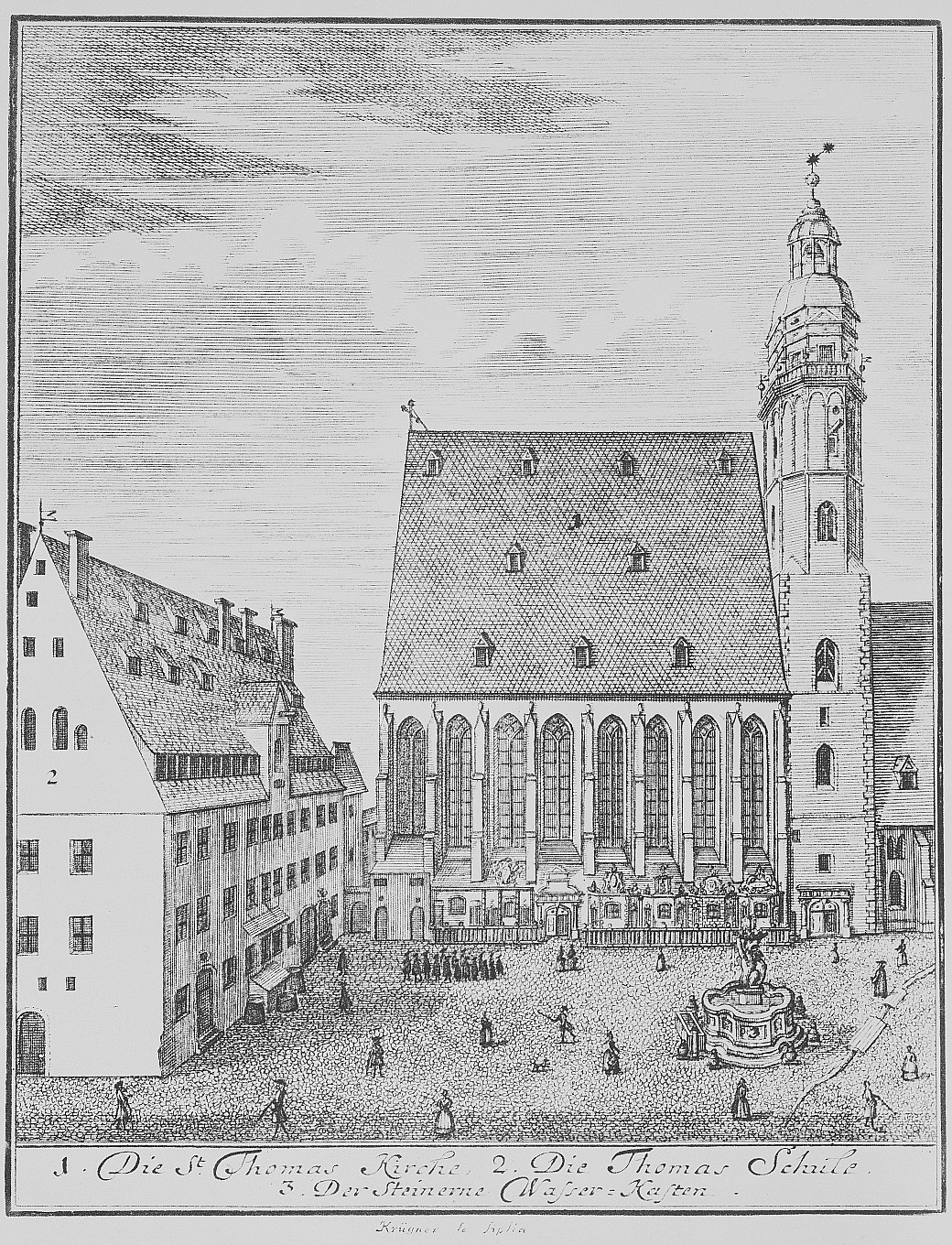
L'école Saint-Thomas de Leipzig et l'église en 1723.

C'est dans un document datant de 1254 que le chœur Saint-Thomas (en allemand, le Thomanerchor) a été mentionné pour la première fois. Mais on peut supposer que le chœur a été créé avec le monastère. Le chœur qui était composé du temps de Bach de cinquante-quatre chanteurs en compte aujourd'hui cent. Sa mission est, parmi d'autres choses, de faire entendre l'œuvre de Bach dans les offices religieux hebdomadaires. Il y donne ses cantates et ses motets, mais aussi des œuvres de différents auteurs, et y interprète annuellement l'oratorio de Noël de Bach, et l'une de ses deux passions (selon saint Mathieu ou selon saint Jean).
Jean-Sébastien Bach a été maître de chapelle (Kantor) à l'église Saint-Thomas de 1723 jusqu'à sa mort le 28 juillet 1750.